# Paris-Roubaix 2015
La 113e édition de Paris-Roubaix a eu lieu le 12 avril 2015. C'est la dixième épreuve de l'UCI World Tour 2015.
L'épreuve a été remportée par l'Allemand John Degenkolb (Giant-Alpecin), qui parcourt les 253,5 kilomètres en 5 h 49 min 51 s, soit à une vitesse moyenne de 43,476 km/h, qui s'impose lors d'un sprint à six coureurs respectivement devant le Tchèque Zdeněk Štybar (Etixx-Quick Step) et le Belge Greg Van Avermaet (BMC Racing). Sur les 200 coureurs qui ont pris le départ, 133 ont été classés.

## Présentation

### Parcours
Le parcours de ce Paris-Roubaix a été dévoilé le 29 janvier 2015, il se dispute sur une longueur de 253,5 km comprenant 52,7 km de secteurs pavés répartis en vingt-sept tronçons.
Il s'agit de la distance la plus courte depuis l'édition 1977.
| Secteur | Kilomètre | Localisation                              | Longueur | Difficulté |
| ------- | --------- | ----------------------------------------- | -------- | ---------- |
| 27      | 98,5      | Troisvilles > Inchy                       | 2 200 m  | 03         |
| 26      | 105       | Viesly > Quiévy                           | 1 800 m  | 03         |
| 25      | 108       | Quiévy > Saint-Python                     | 3 700 m  | 04         |
| 24      | 112,5     | Saint-Python                              | 1 500 m  | 02         |
| 23      | 120,5     | Vertain > Saint-Martin-sur-Écaillon       | 2 300 m  | 03         |
| 22      | 130       | Verchain-Maugré > Quérénaing              | 1 600 m  | 03         |
| 21      | 133,5     | Quérénaing > Maing                        | 2 500 m  | 03         |
| 20      | 136,5     | Maing > Monchaux-sur-Écaillon             | 1 600 m  | 03         |
| 19      | 149,5     | Haveluy > Wallers                         | 2 500 m  | 04         |
| 18      | 158       | Trouée d'Arenberg                         | 2 400 m  | 05         |
| 17      | 164       | Wallers > Hélesmes                        | 1 600 m  | 03         |
| 16      | 170,5     | Hornaing > Wandignies-Hamage              | 3 700 m  | 04         |
| 15      | 178       | Warlaing > Brillon                        | 2 400 m  | 03         |
| 14      | 181,5     | Tilloy-lez-Marchiennes > Sars-et-Rosières | 2 400 m  | 04         |
| 13      | 188       | Beuvry-la-Forêt > Orchies                 | 1 400 m  | 03         |
| 12      | 193       | Orchies                                   | 1 700 m  | 03         |
| 11      | 199       | Auchy-lez-Orchies > Bersée                | 2 700 m  | 04         |
| 10      | 204,5     | Mons-en-Pévèle                            | 3 000 m  | 05         |
| 9       | 210,5     | Mérignies > Avelin                        | 700 m    | 02         |
| 8       | 214       | Pont-Thibaut > Ennevelin                  | 1 400 m  | 03         |
| 7       | 220       | Templeuve (Moulin-de-Vertain)             | 500 m    | 02         |
| 6-2     | 226,5     | Cysoing > Bourghelles                     | 1 300 m  | 03         |
| 6-1     | 229       | Bourghelles > Wannehain                   | 1 100 m  | 03         |
| 5       | 233,5     | Camphin-en-Pévèle                         | 1 800 m  | 04         |
| 4       | 236,5     | Carrefour de l'Arbre                      | 2 100 m  | 05         |
| 3       | 238,5     | Gruson                                    | 1 100 m  | 02         |
| 2       | 245,5     | Willems > Hem                             | 1 400 m  | 02         |
| 1       | 252       | Roubaix                                   | 300 m    | 01         |
| Total   | Total     | Total                                     | 52 700 m | 52 700 m   |

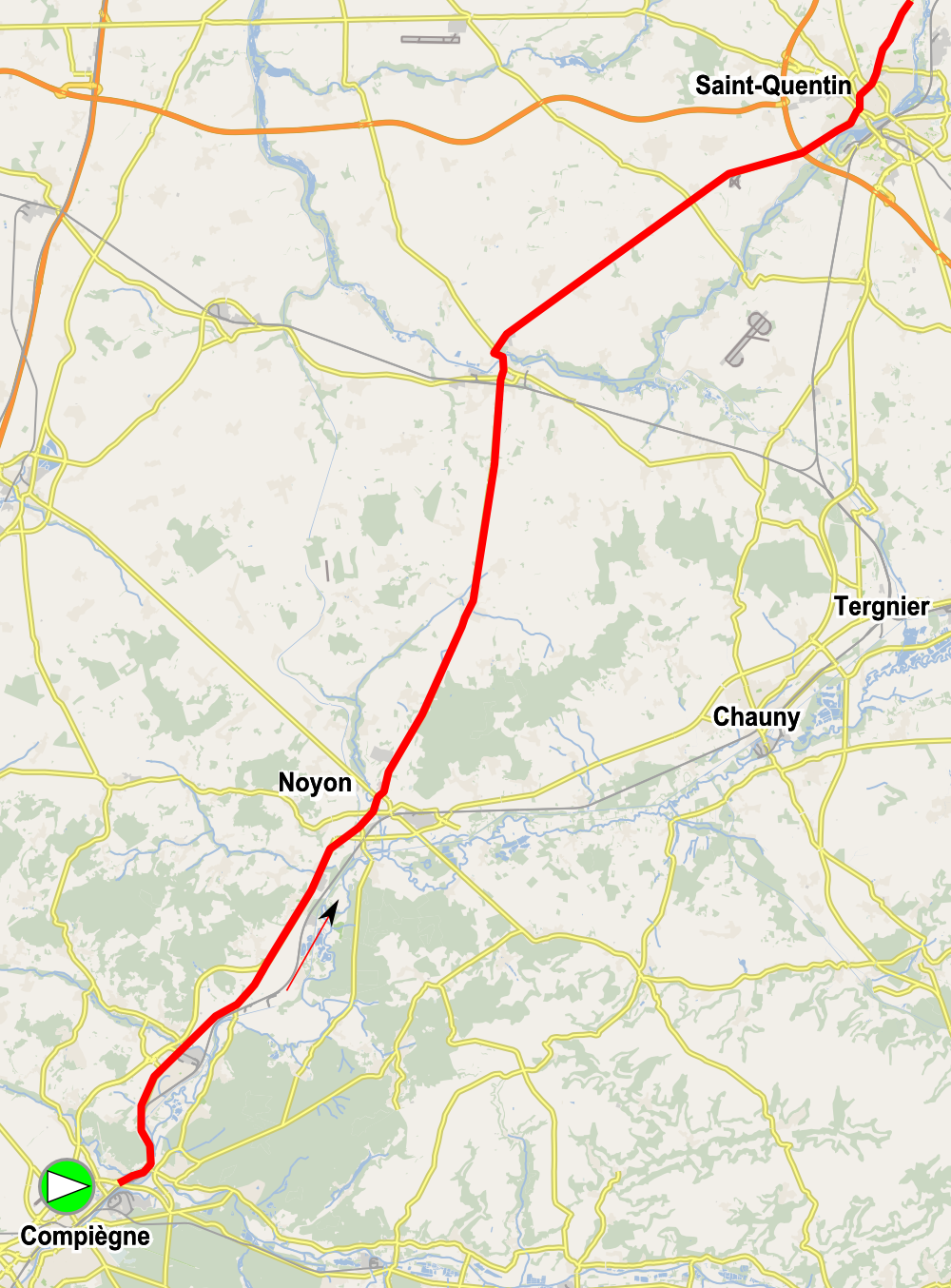
Première partie du parcours, secteurs pavés en vert.
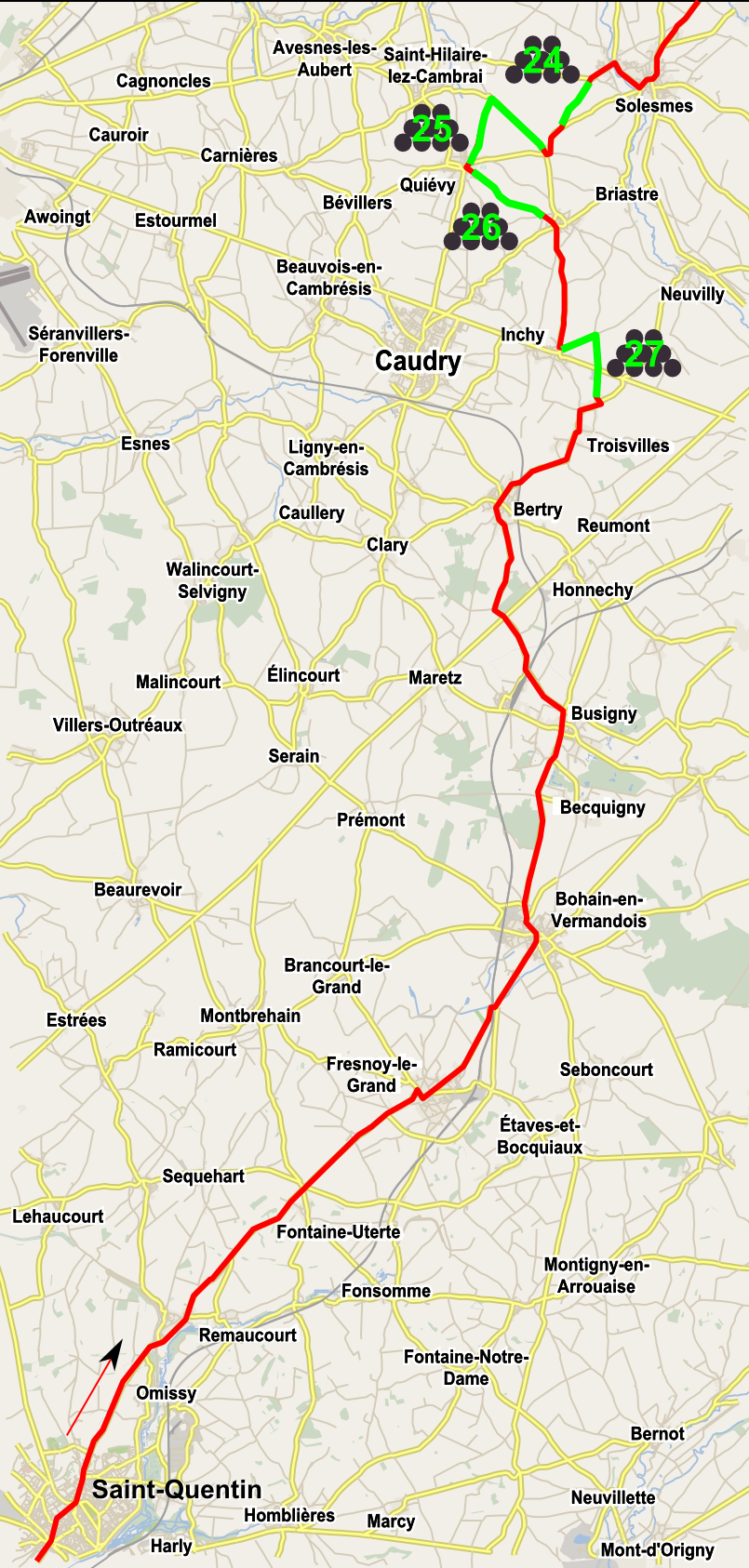
Parcours entre Saint-Quentin et Solesmes.
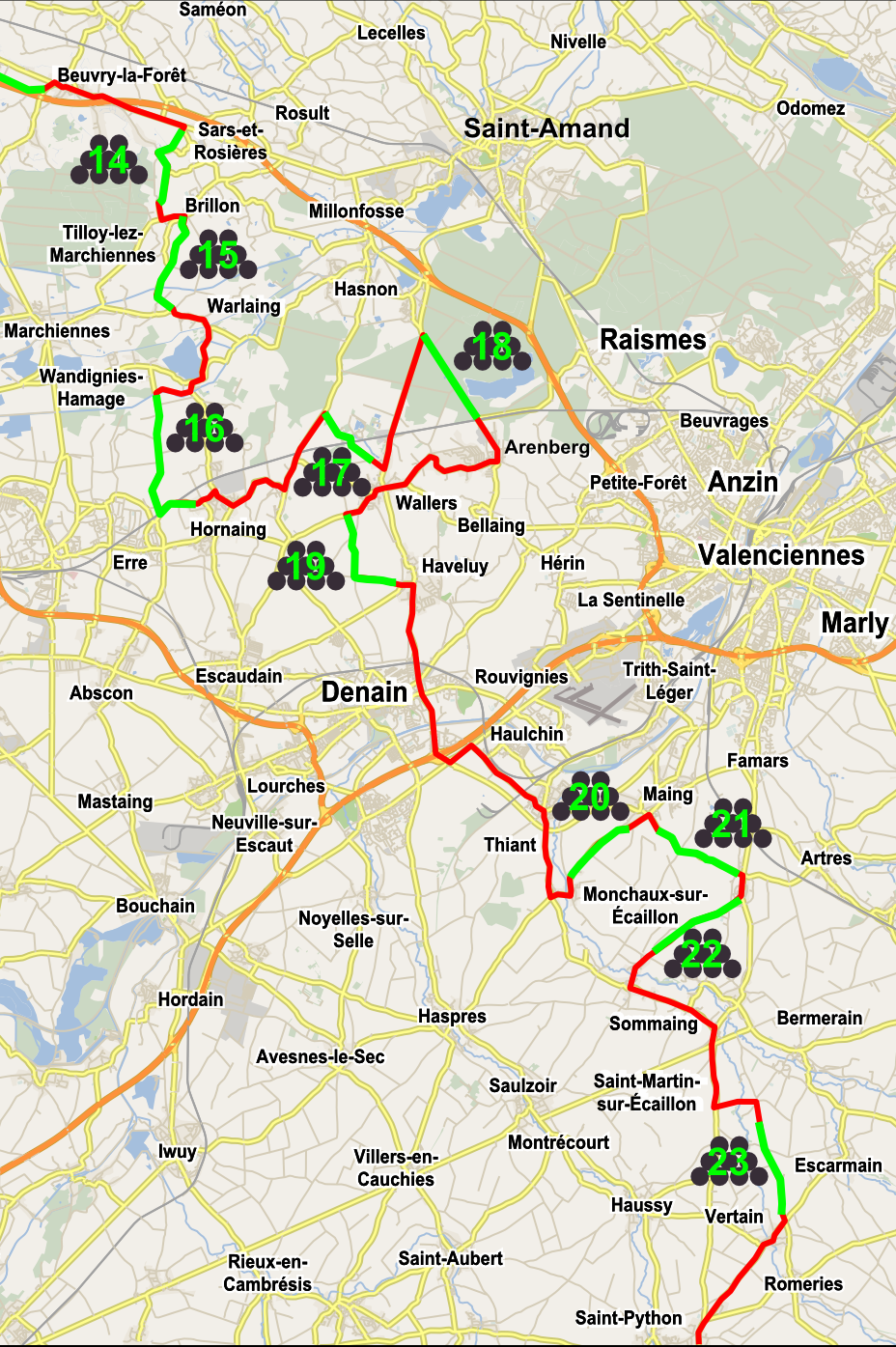
Parcours entre Solesmes et Orchies.
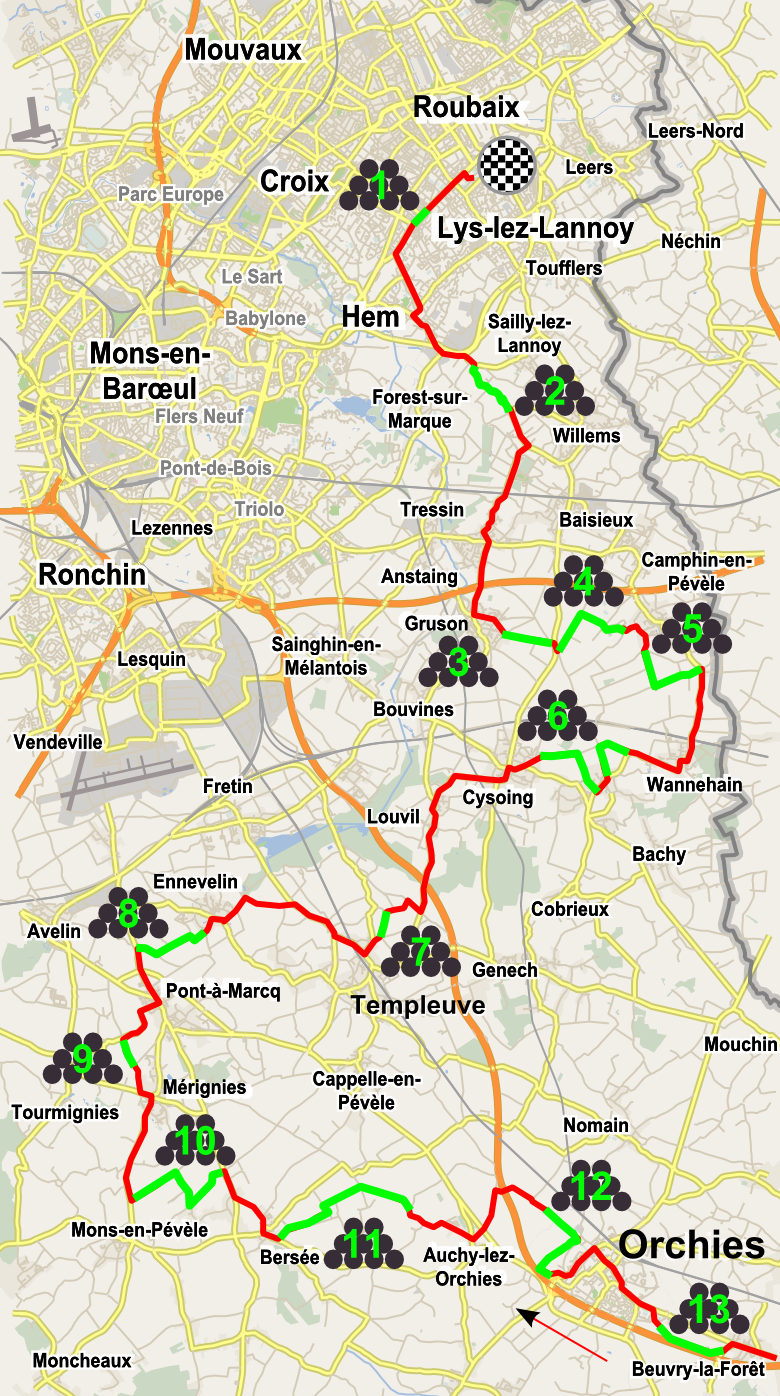
Final de la course

### Équipes
Vingt-cinq équipes participent à ce Paris-Roubaix - dix-sept WorldTeams et huit équipes continentales professionnelles :
| UCI WorldTeams      | UCI WorldTeams | UCI WorldTeams |
| Nom de l'équipe     | Pays           | Code           |
| ------------------- | -------------- | -------------- |
| AG2R La Mondiale    | France         | ALM            |
| Astana              | Kazakhstan     | AST            |
| BMC Racing          | États-Unis     | BMC            |
| Cannondale-Garmin   | États-Unis     | TCG            |
| Etixx-Quick Step    | Belgique       | EQS            |
| FDJ                 | France         | FDJ            |
| Giant-Alpecin       | Allemagne      | TGA            |
| IAM                 | Suisse         | IAM            |
| Katusha             | Russie         | KAT            |
| Lampre-Merida       | Italie         | LAM            |
| Lotto NL-Jumbo      | Pays-Bas       | TLJ            |
| Lotto-Soudal        | Belgique       | LTS            |
| Movistar            | Espagne        | MOV            |
| Orica-GreenEDGE     | Australie      | OGE            |
| Sky                 | Royaume-Uni    | SKY            |
| Tinkoff-Saxo        | Russie         | TCS            |
| Trek Factory Racing | États-Unis     | TFR            |

| Équipes continentales professionnelles | Équipes continentales professionnelles | Équipes continentales professionnelles |
| Nom de l'équipe                        | Pays                                   | Code                                   |
| -------------------------------------- | -------------------------------------- | -------------------------------------- |
| Bora-Argon 18                          | Allemagne                              | BOA                                    |
| Bretagne-Séché Environnement           | France                                 | BSE                                    |
| Cofidis                                | France                                 | COF                                    |
| Europcar                               | France                                 | EUC                                    |
| MTN-Qhubeka                            | Afrique du Sud                         | MTN                                    |
| Topsport Vlaanderen-Baloise            | Belgique                               | TSV                                    |
| UnitedHealthcare                       | États-Unis                             | UHC                                    |
| Wanty-Groupe Gobert                    | Belgique                               | WGG                                    |

### Règlement de la course

#### Primes
Les vingt prix sont attribués suivant le barème de l'UCI,. Le total général des prix distribués est de 91 000 €.
| Position | 1er      | 2e       | 3e       | 4e      | 5e      | 6e      | 7e      | 8e      | 9e      | 10e     | 11e     | 12e   | 13e   | 14e   | 15e   | 16e à 20e |
| Prix     | 30 000 € | 22 000 € | 15 000 € | 7 500 € | 3 200 € | 1 700 € | 1 500 € | 1 300 € | 1 200 € | 1 100 € | 1 000 € | 900 € | 800 € | 700 € | 600 € | 500 €     |

Ainsi, John Degenkolb remporte 30 000 €, Zdeněk Štybar 22 000 €, Greg Van Avermaet 15 000 €, Lars Boom 7 500 €, Martin Elmiger 3 200 €, Jens Keukeleire 1 700 €, Yves Lampaert 1 500 €, Luke Rowe 1 300 €, Jens Debusschere 1 200 €, Alexander Kristoff 1 100 €, Sep Vanmarcke 1 000 €, Bert De Backer 900 €, Aleksejs Saramotins 800 €, Borut Božič 700 €, Niki Terpstra 600 €, Andreas Schillinger, Florian Sénéchal, Bradley Wiggins, Björn Leukemans et Grégory Rast 500 €.

### Favoris
En l'absence de Tom Boonen, qui a gravement chuté sur Paris-Nice, et de Fabian Cancellara, à eux deux vainqueurs de sept éditions, le grand favori est le Norvégien Alexander Kristoff, vainqueur du Tour des Flandres.

## Récit de la course

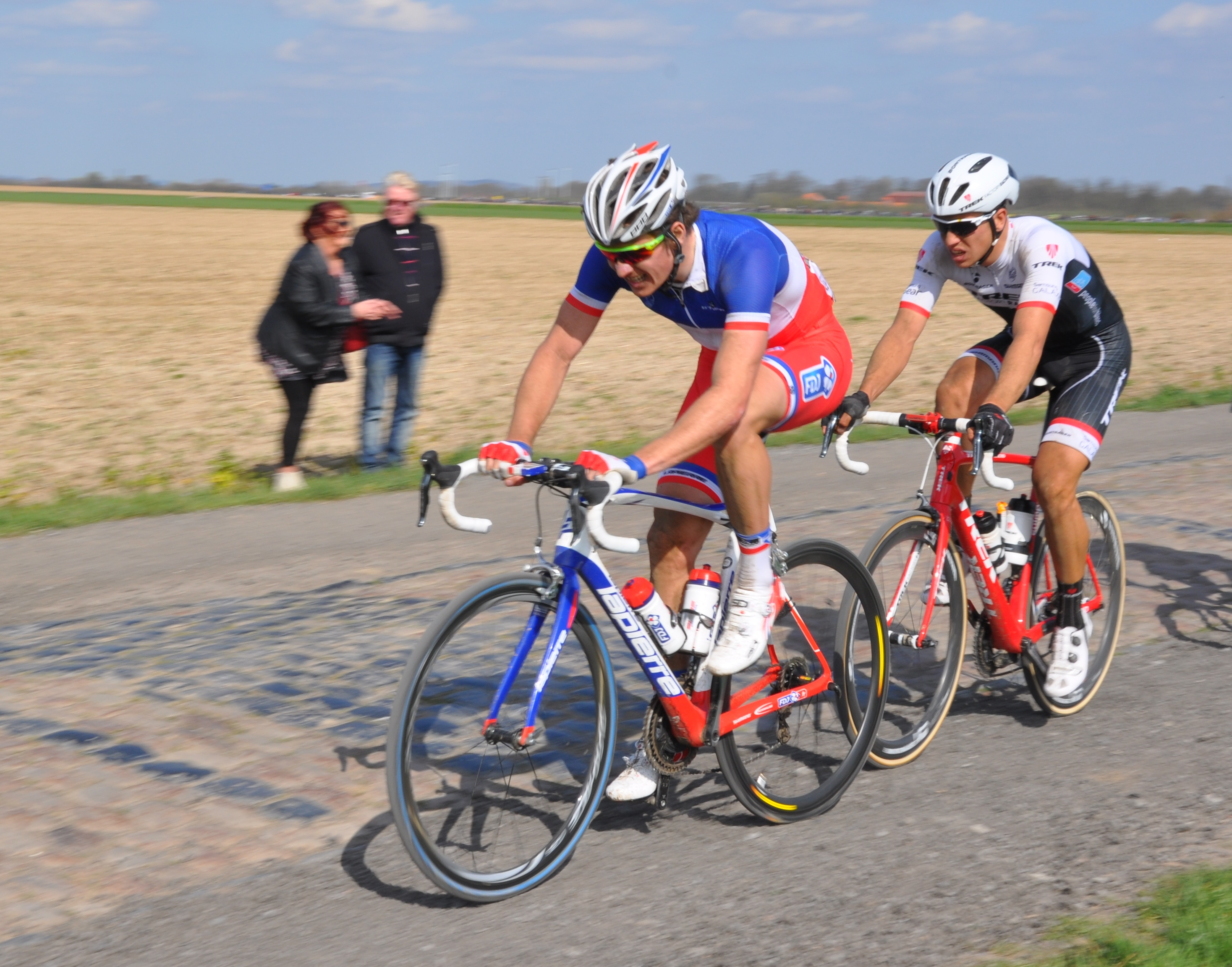
Le champion de France Arnaud Démare sur un secteur pavé.

Après plusieurs tentatives d'échappée sans succès, ce sont neuf coureurs qui ont formé l'échappée du jour en attaquant au kilomètre 34 sous le soleil qui brillait sur les routes de Paris-Roubaix 2015.
Dans ce groupe on trouvait Grégory Rast (Trek Factory Racing), Adam Blythe (Orica-GreenEDGE), Alexis Gougeard (AG2R La Mondiale), Sean De Bie (Lotto-Soudal), Aleksejs Saramotins (IAM), Pierre-Luc Périchon (Bretagne-Séché Environnement), Tim Declercq (Topsport Vlaanderen-Baloise), Frederik Backaert (Wanty-Groupe Gobert) et Ralf Matzka (Bora-Argon 18) et le peloton leur donnait enfin un bon de sortie, même s'ils ont eu du mal à creuser l'écart dans un premier temps.
Avant de rentrer dans le premier secteur pavé de Troisvilles à Inchy, leur écart atteint néanmoins son maximum, à un peu moins de dix minutes.
Dans la Trouée d'Arenberg, le groupe de tête perd son premier élément, De Bie avant que Saramotins parte à l'attaque dans ce secteur qui figure parmi les plus difficiles de Paris-Roubaix, mais les autres coureurs du groupe de tête arrivent à refaire la jonction à la sortie de ce secteur pour se retrouver à nouveau à huit à l'avant. Quand une partie du peloton est alors retardé par le passage d'un train, les commissaires UCI décident de ralentir la partie qui a réussi à passer pour que le peloton puisse se reformer après le passage à niveau. Sous l'impulsion de l'équipe Etixx-Quick Step, un groupe de favoris se forme à l'avant du peloton dans le secteur pavé de Tilloy-lez-Marchiennes à Sars-et-Rosières, avec deux coureurs de la formation Etixx-Quick Step, Niki Terpstra et Zdeněk Štybar, Peter Sagan (Tinkoff-Saxo), John Degenkolb (Giant-Alpecin) et Lars Boom (Astana), mais d'autres favoris tels que Bradley Wiggins (Sky) et Alexander Kristoff (Katusha) reviennent sur eux. Le groupe de tête perd Périchon à la suite d'une crevaison, à une soixantaine de kilomètres de l'arrivée.

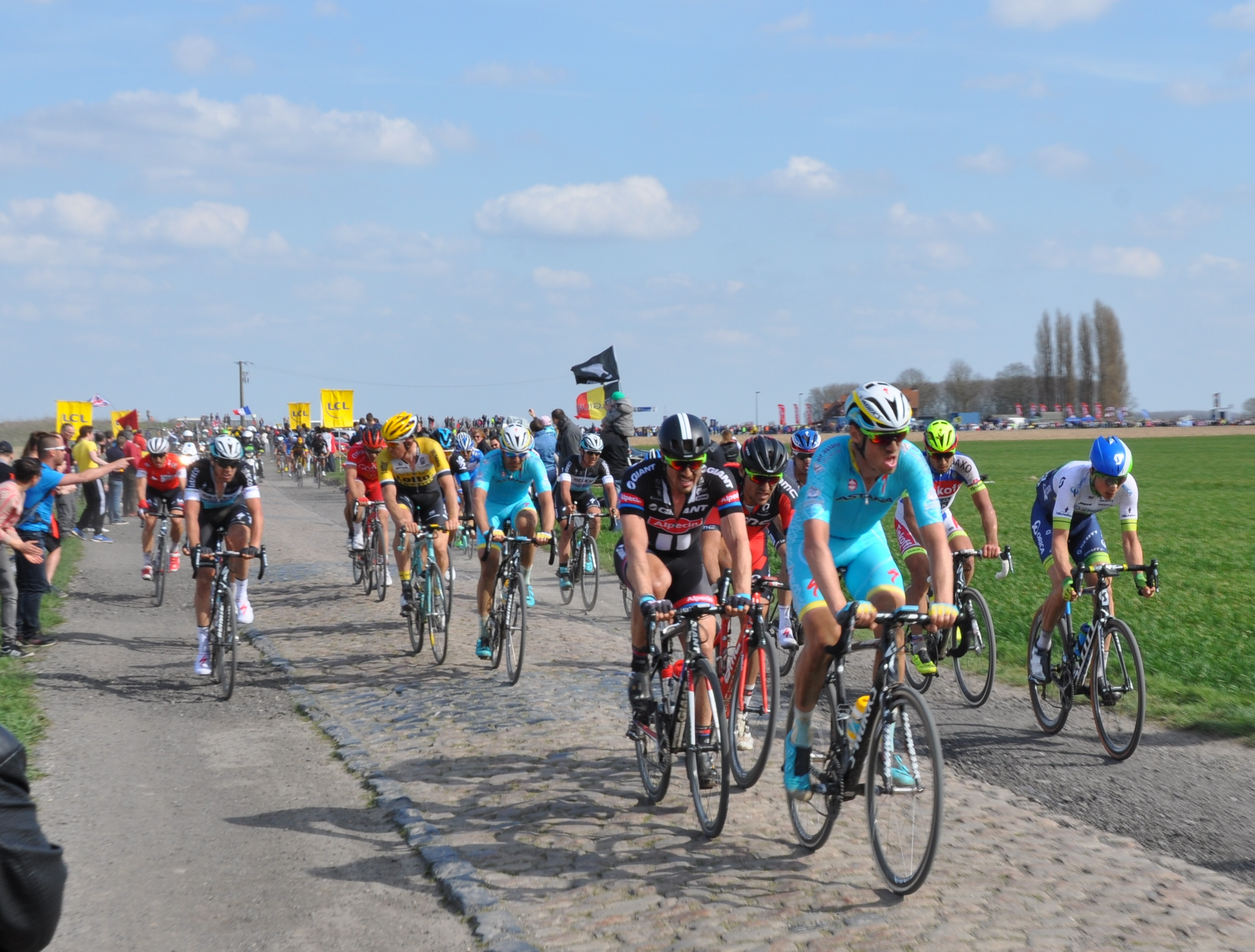
John Degenkolb dans le groupe de tête au secteur pavé de Gruson.

À environ 25 kilomètres de l'arrivée, le groupe de favoris revient sur les échappés et très vite, plusieurs attaques se suivent mais elles sont toutes reprises avant que Greg Van Avermaet (BMC Racing) passe à l'attaque à douze kilomètres de l'arrivée, suivi dans un premier temps seulement par Yves Lampaert (Etixx-Quick Step). Degenkolb part alors à leur poursuite, pour les rejoindre à six kilomètres de l'arrivée. Štybar, Jens Keukeleire (Orica-GreenEDGE), Martin Elmiger (IAM) et Boom (Astana) sont alors les suivants à partir à la poursuite et petit à petit ils rejoignent le groupe de tête dans les derniers kilomètres. À sept, ils arrivent alors sur le vélodrome André-Pétrieux et quand Degenkolb lance son sprint de loin pour le deuxième passage de la ligne d'arrivée, aucun des autres coureurs du groupe de tête n'arrivent à suivre le coureur allemand qui remporte ainsi Paris-Roubaix 2015, après une deuxième place derrière Terpstra l'année précédente.

## Classements

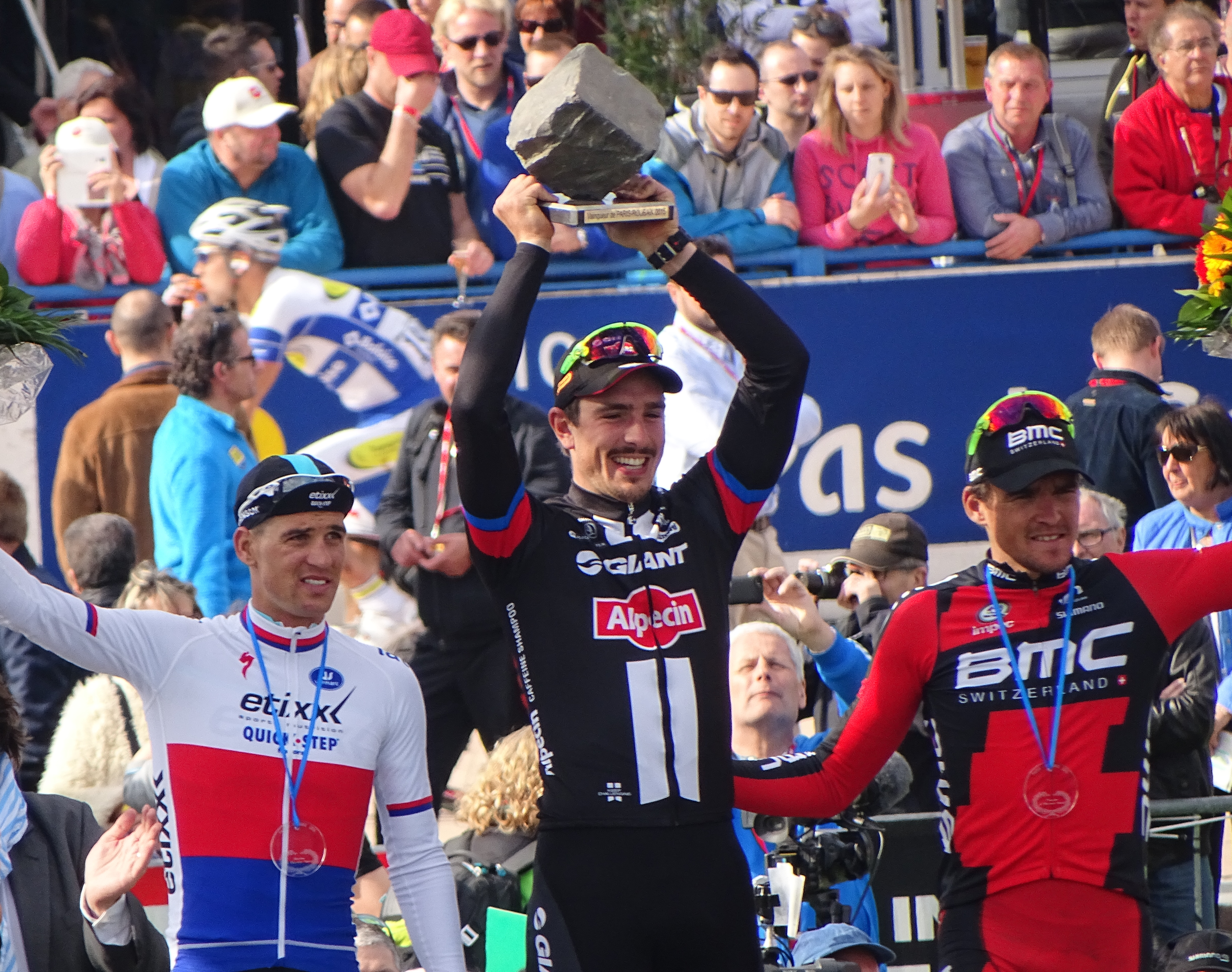
Zdeněk Štybar (2e), John Degenkolb (1er) et Greg Van Avermaet (3e).

### Classement final
Paris-Roubaix est remporté par l'Allemand John Degenkolb (Giant-Alpecin), qui parcourt les 253,5 kilomètres en 5 h 49 min 51 s, soit à une vitesse moyenne de 43,476 km/h, qui s'impose lors d'un sprint à six coureurs respectivement devant le Tchèque Zdeněk Štybar (Etixx-Quick Step) et le Belge Greg Van Avermaet (BMC Racing). Sur les 200 coureurs qui ont pris le départ, 133 ont été classés.
| Classement final | Classement final   | Classement final | Classement final | Classement final   |
|                  | Coureur            | Pays             | Équipe           | Temps              |
| ---------------- | ------------------ | ---------------- | ---------------- | ------------------ |
| 1er              | John Degenkolb     | Allemagne        | Giant-Alpecin    | en 5 h 49 min 51 s |
| 2e               | Zdeněk Štybar      | Tchéquie         | Etixx-Quick Step | + 0 s              |
| 3e               | Greg Van Avermaet  | Belgique         | BMC Racing       | + 0 s              |
| 4e               | Lars Boom          | Pays-Bas         | Astana           | + 0 s              |
| 5e               | Martin Elmiger     | Suisse           | IAM              | + 0 s              |
| 6e               | Jens Keukeleire    | Belgique         | Orica-GreenEDGE  | + 0 s              |
| 7e               | Yves Lampaert      | Belgique         | Etixx-Quick Step | + 7 s              |
| 8e               | Luke Rowe          | Royaume-Uni      | Sky              | + 28 s             |
| 9e               | Jens Debusschere   | Belgique         | Lotto-Soudal     | + 29 s             |
| 10e              | Alexander Kristoff | Norvège          | Katusha          | + 31 s             |
| modifier         |                    |                  |                  |                    |

### UCI World Tour
Ce Paris-Roubaix attribue des points pour l'UCI World Tour 2015, par équipes uniquement aux équipes ayant un label WorldTeam, individuellement uniquement aux coureurs des équipes ayant un label WorldTeam.
| Position,          | 1er | 2e | 3e | 4e | 5e | 6e | 7e | 8e | 9e | 10e |
| Classement général | 100 | 80 | 70 | 60 | 50 | 40 | 30 | 20 | 10 | 4   |

Ainsi, John Degenkolb (1er) remporte cent points, Zdeněk Štybar (2e) quatre-vingt points, Greg Van Avermaet (3e) soixante-dix points, Lars Boom (4e) soixante points, Martin Elmiger (5e) cinquante points, Jens Keukeleire (6e) quarante points, Yves Lampaert (7e) trente points, Luke Rowe (8e) vingt points, Jens Debusschere (9e) dix points, et Alexander Kristoff (10e) quatre points.

#### Classement individuel
Ci-dessous, le classement individuel de l'UCI World Tour à l'issue de la course.
| Rang | Coureur            | Équipe           | Points |
| ---- | ------------------ | ---------------- | ------ |
| 1    | Richie Porte       | Sky              | 303    |
| 2    | Alexander Kristoff | Katusha          | 237    |
| 3    | John Degenkolb     | Giant-Alpecin    | 232    |
| 4    | Geraint Thomas     | Sky              | 184    |
| 5    | Nairo Quintana     | Movistar         | 168    |
| 6    | Zdeněk Štybar      | Etixx-Quick Step | 152    |
| 7    | Greg Van Avermaet  | BMC Racing       | 148    |
| 8    | Niki Terpstra      | Etixx-Quick Step | 140    |
| 9    | Domenico Pozzovivo | AG2R La Mondiale | 136    |
| 10   | Peter Sagan        | Tinkoff-Saxo     | 136    |

#### Classement par pays
Ci-dessous, le classement par pays de l'UCI World Tour à l'issue de la course.
| Rang | Pays        | Points |
| ---- | ----------- | ------ |
| 1    | Australie   | 588    |
| 2    | Espagne     | 457    |
| 3    | Pays-Bas    | 435    |
| 4    | Colombie    | 428    |
| 5    | Italie      | 359    |
| 6    | Belgique    | 346    |
| 7    | Royaume-Uni | 266    |
| 8    | Allemagne   | 241    |
| 9    | Norvège     | 237    |
| 10   | Tchéquie    | 156    |

#### Classement par équipes
Ci-dessous, le classement par équipes de l'UCI World Tour à l'issue de la course.
| Rang | Équipe           | Points |
| ---- | ---------------- | ------ |
| 1    | Sky              | 629    |
| 2    | Etixx-Quick Step | 590    |
| 3    | Katusha          | 527    |
| 4    | Movistar         | 423    |
| 5    | BMC Racing       | 380    |
| 6    | Giant-Alpecin    | 302    |
| 7    | Tinkoff-Saxo     | 278    |
| 8    | Orica-GreenEDGE  | 236    |
| 9    | Astana           | 221    |
| 10   | Lampre-Merida    | 217    |

## Liste des participants
- Liste de départ complète

| Légende | Légende                                                                    | Légende | Légende                                                    |
| ------- | -------------------------------------------------------------------------- | ------- | ---------------------------------------------------------- |
| Num     | Dossard de départ porté par le coureur sur ce Paris-Roubaix                | Pos     | Position à l'arrivée de la course                          |
|         | Indique un maillot de champion national ou mondial, suivi de sa spécialité | NP      | Indique un coureur qui n'a pas pris le départ de la course |
| AB      | Indique un coureur qui n'a pas terminé la course                           | HD      | Indique un coureur qui a terminé la course hors des délais |

| Etixx-Quick Step EQS                 | Etixx-Quick Step EQS           | Etixx-Quick Step EQS |
| ------------------------------------ | ------------------------------ | -------------------- |
| Num                                  | Coureur                        | Pos                  |
| 1                                    | Niki Terpstra (NED)            | 15e                  |
| 2                                    | Iljo Keisse (BEL)              | HD                   |
| 3                                    | Yves Lampaert (BEL)            | 7e                   |
| 4                                    | Nikolas Maes (BEL)             | 99e                  |
| 5                                    | Zdeněk Štybar (CZE) (Route)    | 2e                   |
| 6                                    | Matteo Trentin (ITA)           | 51e                  |
| 7                                    | Guillaume Van Keirsbulck (BEL) | 62e                  |
| 8                                    | Stijn Vandenbergh (BEL)        | 33e                  |
| Directeur sportif : Wilfried Peeters |                                |                      |

| Giant-Alpecin TGA             | Giant-Alpecin TGA     | Giant-Alpecin TGA |
| ----------------------------- | --------------------- | ----------------- |
| Num                           | Coureur               | Pos               |
| 11                            | John Degenkolb (GER)  | 1er               |
| 12                            | Nikias Arndt (GER)    | 125e              |
| 13                            | Roy Curvers (NED)     | 68e               |
| 14                            | Bert De Backer (BEL)  | 12e               |
| 15                            | Koen de Kort (NED)    | 31e               |
| 16                            | Ramon Sinkeldam (NED) | 27e               |
| 17                            | Tom Stamsnijder (NED) | 131e              |
| 18                            | Albert Timmer (NED)   | 118e              |
| Directeur sportif : Marc Reef |                       |                   |

| Katusha KAT                         | Katusha KAT                    | Katusha KAT |
| ----------------------------------- | ------------------------------ | ----------- |
| Num                                 | Coureur                        | Pos         |
| 21                                  | Alexander Kristoff (NOR)       | 10e         |
| 23                                  | Marco Haller (AUT)             | 48e         |
| 24                                  | Viatcheslav Kouznetsov (RUS)   | 50e         |
| 25                                  | Luca Paolini (ITA)             | 44e         |
| 26                                  | Alexander Porsev (RUS) (Route) | 70e         |
| 27                                  | Rüdiger Selig (GER)            | AB          |
| 28                                  | Gatis Smukulis (LAT)           | AB          |
| 29                                  | Vladimir Isaychev (RUS)        | AB          |
| Directeur sportif : Torsten Schmidt |                                |             |

| Tinkoff-Saxo TCS                    | Tinkoff-Saxo TCS              | Tinkoff-Saxo TCS |
| ----------------------------------- | ----------------------------- | ---------------- |
| Num                                 | Coureur                       | Pos              |
| 31                                  | Peter Sagan (SVK) (Route)     | 23e              |
| 32                                  | Maciej Bodnar (POL)           | 78e              |
| 33                                  | Matti Breschel (DEN)          | 97e              |
| 34                                  | Pavel Brutt (RUS)             | 89e              |
| 35                                  | Christopher Juul Jensen (DEN) | 114e             |
| 36                                  | Michael Mørkøv (DEN)          | 29e              |
| 37                                  | Matteo Tosatto (ITA)          | 93e              |
| 38                                  | Nikolay Trusov (RUS)          | 129e             |
| Directeur sportif : Lars Michaelsen |                               |                  |

| Lotto NL-Jumbo TLJ                 | Lotto NL-Jumbo TLJ       | Lotto NL-Jumbo TLJ |
| ---------------------------------- | ------------------------ | ------------------ |
| Num                                | Coureur                  | Pos                |
| 41                                 | Sep Vanmarcke (BEL)      | 11e                |
| 42                                 | Rick Flens (NED)         | AB                 |
| 43                                 | Tom Leezer (NED)         | 87e                |
| 44                                 | Bram Tankink (NED)       | AB                 |
| 45                                 | Maarten Tjallingii (NED) | 83e                |
| 46                                 | Tom Van Asbroeck (BEL)   | 39e                |
| 47                                 | Robert Wagner (GER)      | 120e               |
| 48                                 | Maarten Wynants (BEL)    | 52e                |
| Directeur sportif : Nico Verhoeven |                          |                    |

| Sky SKY                            | Sky SKY                | Sky SKY |
| ---------------------------------- | ---------------------- | ------- |
| Num                                | Coureur                | Pos     |
| 51                                 | Bradley Wiggins (GBR)  | 18e     |
| 52                                 | Bernhard Eisel (AUT)   | 71e     |
| 53                                 | Andrew Fenn (GBR)      | 105e    |
| 54                                 | Christian Knees (GER)  | 81e     |
| 55                                 | Salvatore Puccio (ITA) | AB      |
| 56                                 | Luke Rowe (GBR)        | 8e      |
| 57                                 | Ian Stannard (GBR)     | 47e     |
| 58                                 | Geraint Thomas (GBR)   | AB      |
| Directeur sportif : Servais Knaven |                        |         |

| BMC Racing BMC                   | BMC Racing BMC          | BMC Racing BMC |
| -------------------------------- | ----------------------- | -------------- |
| Num                              | Coureur                 | Pos            |
| 61                               | Greg Van Avermaet (BEL) | 3e             |
| 62                               | Marcus Burghardt (GER)  | 42e            |
| 63                               | Jempy Drucker (LUX)     | 73e            |
| 64                               | Stefan Küng (SUI)       | 63e            |
| 65                               | Daniel Oss (ITA)        | 67e            |
| 66                               | Manuel Quinziato (ITA)  | 34e            |
| 67                               | Michael Schär (SUI)     | AB             |
| 68                               | Rick Zabel (GER)        | 103e           |
| Directeur sportif : Valerio Piva |                         |                |

| FDJ                                  | FDJ                         | FDJ  |
| ------------------------------------ | --------------------------- | ---- |
| Num                                  | Coureur                     | Pos  |
| 71                                   | Arnaud Démare (FRA) (Route) | 37e  |
| 72                                   | William Bonnet (FRA)        | 82e  |
| 73                                   | David Boucher (FRA)         | 104e |
| 74                                   | Mickaël Delage (FRA)        | AB   |
| 75                                   | Murilo Fischer (BRA)        | AB   |
| 76                                   | Matthieu Ladagnous (FRA)    | AB   |
| 77                                   | Yoann Offredo (FRA)         | 32e  |
| 78                                   | Marc Sarreau (FRA)          | AB   |
| Directeur sportif : Frédéric Guesdon |                             |      |

| Astana AST                         | Astana AST              | Astana AST |
| ---------------------------------- | ----------------------- | ---------- |
| Num                                | Coureur                 | Pos        |
| 81                                 | Lars Boom (NED)         | 4e         |
| 82                                 | Maxat Ayazbayev (KAZ)   | AB         |
| 83                                 | Borut Božič (SLO)       | 14e        |
| 84                                 | Laurens De Vreese (BEL) | 24e        |
| 85                                 | Daniil Fominykh (KAZ)   | HD         |
| 86                                 | Dmitriy Gruzdev (KAZ)   | 43e        |
| 87                                 | Ruslan Tleubayev (KAZ)  | AB         |
| 88                                 | Lieuwe Westra (NED)     | AB         |
| Directeur sportif : Stefano Zanini |                         |            |

| Trek Factory Racing TFR        | Trek Factory Racing TFR | Trek Factory Racing TFR |
| ------------------------------ | ----------------------- | ----------------------- |
| Num                            | Coureur                 | Pos                     |
| 91                             | Stijn Devolder (BEL)    | AB                      |
| 92                             | Markel Irizar (ESP)     | 74e                     |
| 93                             | Yaroslav Popovych (UKR) | 115e                    |
| 94                             | Grégory Rast (SUI)      | 20e                     |
| 95                             | Hayden Roulston (NZL)   | AB                      |
| 96                             | Gert Steegmans (BEL)    | AB                      |
| 97                             | Jasper Stuyven (BEL)    | 49e                     |
| 98                             | Danny van Poppel (NED)  | 45e                     |
| Directeur sportif : Dirk Demol |                         |                         |

| Orica-GreenEDGE OGE                 | Orica-GreenEDGE OGE       | Orica-GreenEDGE OGE |
| ----------------------------------- | ------------------------- | ------------------- |
| Num                                 | Coureur                   | Pos                 |
| 101                                 | Mathew Hayman (AUS)       | 76e                 |
| 102                                 | Sam Bewley (NZL)          | HD                  |
| 103                                 | Adam Blythe (GBR)         | 85e                 |
| 104                                 | Mitchell Docker (AUS)     | 91e                 |
| 105                                 | Luke Durbridge (AUS)      | 102e                |
| 106                                 | Jens Keukeleire (BEL)     | 6e                  |
| 107                                 | Jens Mouris (NED)         | AB                  |
| 108                                 | Magnus Cort Nielsen (DEN) | 132e                |
| Directeur sportif : Laurenzo Lapage |                           |                     |

| AG2R La Mondiale ALM              | AG2R La Mondiale ALM     | AG2R La Mondiale ALM |
| --------------------------------- | ------------------------ | -------------------- |
| Num                               | Coureur                  | Pos                  |
| 111                               | Johan Vansummeren (BEL)  | 75e                  |
| 112                               | Gediminas Bagdonas (LTU) | 111e                 |
| 114                               | Damien Gaudin (FRA)      | 84e                  |
| 115                               | Alexis Gougeard (FRA)    | 26e                  |
| 116                               | Hugo Houle (CAN)         | AB                   |
| 117                               | Sébastien Minard (FRA)   | 46e                  |
| 118                               | Sébastien Turgot (FRA)   | 119e                 |
| 120                               | Quentin Jauregui (FRA)   | 123e                 |
| Directeur sportif : Julien Jurdie |                          |                      |

| Lotto-Soudal LTS                  | Lotto-Soudal LTS               | Lotto-Soudal LTS |
| --------------------------------- | ------------------------------ | ---------------- |
| Num                               | Coureur                        | Pos              |
| 121                               | André Greipel (GER) (Route)    | 28e              |
| 122                               | Lars Bak (DEN)                 | 35e              |
| 123                               | Tiesj Benoot (BEL)             | 100e             |
| 124                               | Stig Broeckx (BEL)             | 86e              |
| 125                               | Sean De Bie (BEL)              | AB               |
| 126                               | Jens Debusschere (BEL) (Route) | 9e               |
| 127                               | Jürgen Roelandts (BEL)         | 21e              |
| 128                               | Marcel Sieberg (GER)           | 36e              |
| Directeur sportif : Herman Frison |                                |                  |

| Lampre-Merida LAM                | Lampre-Merida LAM             | Lampre-Merida LAM |
| -------------------------------- | ----------------------------- | ----------------- |
| Num                              | Coureur                       | Pos               |
| 131                              | Filippo Pozzato (ITA)         | 65e               |
| 132                              | Niccolò Bonifazio (ITA)       | AB                |
| 133                              | Davide Cimolai (ITA)          | AB                |
| 134                              | Chun Kai Feng (TPE) (Route)   | AB                |
| 135                              | Manuele Mori (ITA)            | AB                |
| 136                              | Nélson Oliveira (POR) (Route) | 61e               |
| 137                              | Luka Pibernik (SLO)           | AB                |
| 138                              | Maximiliano Richeze (ARG)     | AB                |
| Directeur sportif : Mario Scirea |                               |                   |

| IAM                               | IAM                             | IAM |
| --------------------------------- | ------------------------------- | --- |
| Num                               | Coureur                         | Pos |
| 141                               | Sylvain Chavanel (FRA)          | 94e |
| 142                               | Matthias Brändle (AUT)          | AB  |
| 143                               | Martin Elmiger (SUI) (Route)    | 5e  |
| 144                               | Heinrich Haussler (AUS) (Route) | 80e |
| 145                               | Roger Kluge (GER)               | 90e |
| 146                               | Jérôme Pineau (FRA)             | AB  |
| 147                               | Aleksejs Saramotins (LAT)       | 13e |
| 148                               | Jonas Van Genechten (BEL)       | AB  |
| Directeur sportif : Eddy Seigneur |                                 |     |

| Cannondale-Garmin TCG             | Cannondale-Garmin TCG             | Cannondale-Garmin TCG |
| --------------------------------- | --------------------------------- | --------------------- |
| Num                               | Coureur                           | Pos                   |
| 151                               | Sebastian Langeveld (NED) (Route) | 126e                  |
| 152                               | Jack Bauer (NZL)                  | 77e                   |
| 153                               | Lasse Norman Hansen (DEN)         | AB                    |
| 154                               | Kristjan Koren (SLO)              | 72e                   |
| 155                               | Alan Marangoni (ITA)              | AB                    |
| 156                               | Kristoffer Skjerping (NOR)        | AB                    |
| 157                               | Dylan van Baarle (NED)            | 133e                  |
| 158                               | Ruben Zepuntke (GER)              | AB                    |
| Directeur sportif : Andreas Klier |                                   |                       |

| Cofidis COF                        | Cofidis COF               | Cofidis COF |
| ---------------------------------- | ------------------------- | ----------- |
| Num                                | Coureur                   | Pos         |
| 161                                | Florian Sénéchal (FRA)    | 17e         |
| 162                                | Jonas Ahlstrand (SWE)     | AB          |
| 163                                | Gert Jõeäär (EST)         | 110e        |
| 164                                | Cyril Lemoine (FRA)       | AB          |
| 165                                | Adrien Petit (FRA)        | AB          |
| 166                                | Kenneth Vanbilsen (BEL)   | AB          |
| 167                                | Michael Van Staeyen (BEL) | 108e        |
| 168                                | Clément Venturini (FRA)   | AB          |
| Directeur sportif : Alain Deloeuil |                           |             |

| MTN-Qhubeka MTN                             | MTN-Qhubeka MTN                   | MTN-Qhubeka MTN |
| ------------------------------------------- | --------------------------------- | --------------- |
| Num                                         | Coureur                           | Pos             |
| 171                                         | Tyler Farrar (USA)                | 54e             |
| 172                                         | Theo Bos (NED)                    | AB              |
| 173                                         | Matthew Brammeier (IRL)           | AB              |
| 174                                         | Gerald Ciolek (GER)               | AB              |
| 175                                         | Matthew Goss (AUS)                | AB              |
| 176                                         | Reinardt Janse van Rensburg (RSA) | 124e            |
| 177                                         | Andreas Stauff (GER)              | AB              |
| 178                                         | Jay Robert Thomson (RSA)          | HD              |
| Directeur sportif : Jean-Pierre Heynderickx |                                   |                 |

| Bretagne-Séché Environnement BSE      | Bretagne-Séché Environnement BSE | Bretagne-Séché Environnement BSE |
| ------------------------------------- | -------------------------------- | -------------------------------- |
| Num                                   | Coureur                          | Pos                              |
| 181                                   | Yauheni Hutarovich (BLR) (Route) | AB                               |
| 182                                   | Matthieu Boulo (FRA)             | 121e                             |
| 183                                   | Frédéric Brun (FRA)              | 130e                             |
| 184                                   | Benoît Jarrier (FRA)             | 38e                              |
| 185                                   | Christophe Laborie (FRA)         | 122e                             |
| 186                                   | Kévin Ledanois (FRA)             | AB                               |
| 187                                   | Daniel McLay (GBR)               | AB                               |
| 188                                   | Pierre-Luc Périchon (FRA)        | 101e                             |
| Directeur sportif : Sébastien Hinault |                                  |                                  |

| Topsport Vlaanderen-Baloise TSV       | Topsport Vlaanderen-Baloise TSV | Topsport Vlaanderen-Baloise TSV |
| ------------------------------------- | ------------------------------- | ------------------------------- |
| Num                                   | Coureur                         | Pos                             |
| 191                                   | Jelle Wallays (BEL)             | AB                              |
| 192                                   | Tim Declercq (BEL)              | 41e                             |
| 193                                   | Oliver Naesen (BEL)             | 57e                             |
| 194                                   | Jarl Salomein (BEL)             | 58e                             |
| 195                                   | Stijn Steels (BEL)              | AB                              |
| 196                                   | Edward Theuns (BEL)             | 53e                             |
| 197                                   | Gijs Van Hoecke (BEL)           | 88e                             |
| 198                                   | Pieter Vanspeybrouck (BEL)      | 116e                            |
| Directeur sportif : Walter Planckaert |                                 |                                 |

| Europcar EUC                          | Europcar EUC              | Europcar EUC |
| ------------------------------------- | ------------------------- | ------------ |
| Num                                   | Coureur                   | Pos          |
| 201                                   | Jimmy Engoulvent (FRA)    | 56e          |
| 202                                   | Giovanni Bernaudeau (FRA) | AB           |
| 203                                   | Antoine Duchesne (CAN)    | 109e         |
| 204                                   | Yohann Gène (FRA)         | AB           |
| 205                                   | Vincent Jérôme (FRA)      | AB           |
| 206                                   | Morgan Lamoisson (FRA)    | HD           |
| 207                                   | Yannick Martinez (FRA)    | 40e          |
| 208                                   | Julien Morice (FRA)       | 128e         |
| Directeur sportif : Dominique Arnould |                           |              |

| Wanty-Groupe Gobert WGG                      | Wanty-Groupe Gobert WGG   | Wanty-Groupe Gobert WGG |
| -------------------------------------------- | ------------------------- | ----------------------- |
| Num                                          | Coureur                   | Pos                     |
| 211                                          | Björn Leukemans (BEL)     | 19e                     |
| 212                                          | Simone Antonini (ITA)     | 117e                    |
| 213                                          | Frederik Backaert (BEL)   | 25e                     |
| 214                                          | Tim De Troyer (BEL)       | 30e                     |
| 215                                          | Tom Devriendt (BEL)       | 112e                    |
| 216                                          | Marco Marcato (ITA)       | 22e                     |
| 217                                          | Kévin Van Melsen (BEL)    | 107e                    |
| 218                                          | James Vanlandschoot (BEL) | AB                      |
| Directeur sportif : Hilaire Van der Schueren |                           |                         |

| Movistar MOV                                   | Movistar MOV             | Movistar MOV |
| ---------------------------------------------- | ------------------------ | ------------ |
| Num                                            | Coureur                  | Pos          |
| 221                                            | Imanol Erviti (ESP)      | 64e          |
| 222                                            | John Gadret (FRA)        | 79e          |
| 223                                            | Jesús Herrada (ESP)      | AB           |
| 224                                            | Adriano Malori (ITA)     | AB           |
| 225                                            | José Joaquín Rojas (ESP) | AB           |
| 226                                            | Enrique Sanz (ESP)       | AB           |
| 227                                            | Jasha Sütterlin (GER)    | AB           |
| 228                                            | Francisco Ventoso (ESP)  | 66e          |
| Directeur sportif : José Vicente García Acosta |                          |              |

| Bora-Argon 18 BOA                    | Bora-Argon 18 BOA         | Bora-Argon 18 BOA |
| ------------------------------------ | ------------------------- | ----------------- |
| Num                                  | Coureur                   | Pos               |
| 231                                  | Shane Archbold (NZL)      | HD                |
| 232                                  | Zakkari Dempster (AUS)    | 92e               |
| 233                                  | Ralf Matzka (GER)         | 96e               |
| 234                                  | Christoph Pfingsten (GER) | AB                |
| 235                                  | Andreas Schillinger (GER) | 16e               |
| 236                                  | Michael Schwarzmann (GER) | 106e              |
| 237                                  | Björn Thurau (GER)        | 98e               |
| 238                                  | Scott Thwaites (GBR)      | 69e               |
| Directeur sportif : Enrico Poitschke |                           |                   |

| UnitedHealthcare UHC               | UnitedHealthcare UHC     | UnitedHealthcare UHC |
| ---------------------------------- | ------------------------ | -------------------- |
| Num                                | Coureur                  | Pos                  |
| 241                                | Alessandro Bazzana (ITA) | 55e                  |
| 242                                | Robert Förster (GER)     | AB                   |
| 243                                | Davide Frattini (ITA)    | 60e                  |
| 244                                | Christopher Jones (USA)  | 95e                  |
| 245                                | John Murphy (USA)        | 113e                 |
| 246                                | Tanner Putt (USA)        | HD                   |
| 247                                | Daniel Summerhill (USA)  | 127e                 |
| 248                                | Federico Zurlo (ITA)     | 59e                  |
| Directeur sportif : Hendrik Redant |                          |                      |